# 今治駅
今治駅（いまばりえき）は、愛媛県今治市北宝来町一丁目にある、四国旅客鉄道（JR四国）予讃線の駅である。駅番号はY40。
今治市の代表駅で、全旅客列車が停車する。市の中心部に立地している他、島しょ部や市内各地を結ぶ路線バスや高速バスなどが発着するバス乗り場が立地している。

## 歴史
- 1924年（大正13年）
  - 2月11日：鉄道省讃予線（現・予讃線）伊予桜井 - 当駅間が開通し今治駅が開業[2]。
  - 12月1日：当駅 - 伊予大井（現・大西）間が開通。
- 1950年（昭和25年）3月18日 - 昭和天皇の戦後巡幸のお召し列車が停車[3]。
- 1966年（昭和41年）4月20日：昭和天皇、香淳皇后が第17回全国植樹祭開催に合わせて県内を行幸啓。松山駅発、今治駅着のお召し列車が運転[4]。
- 1984年（昭和59年）2月1日：貨物取扱廃止[2]。
- 1986年（昭和61年）11月1日：新聞紙を除く荷物扱いを廃止[2]。
- 1987年（昭和62年）4月1日：国鉄分割民営化により、四国旅客鉄道の駅となる[5]。
- 1990年（平成2年）10月30日：駅周辺を高架化[5]。
- 1991年（平成3年）：新駅舎が完成する。
- 1992年（平成4年）7月23日：今治 - 伊予北条間が電化される[5]。
- 1993年（平成5年）3月18日：新居浜 - 今治間が電化される[5]。
- 2009年（平成21年）：エレベーターが設置される。
- 2020年（令和2年）8月3日：みどりの券売機プラスの利用を開始[6]。
- 2024年（令和6年）1月31日：予讃線伊予西条～今治間の開通100周年記念事業の一環として、同記念デザインの駅装飾看板を来年2025年1月31日まで(予定)設置。ほかにも、伊予桜井、伊予富田駅でも設置[7][8]。

## 駅構造
単式・島式ホーム複合型2面3線で、2・3番ホームが島式。駅前後の踏切渋滞解消のため高架化されている（高架駅）。オレンジカードが使える自動券売機が設置されている。

### のりば
| のりば | 路線    | 方向 | 行先                               | 備考                     |
| ------ | ------- | ---- | ---------------------------------- | ------------------------ |
| 1      | ■予讃線 | 上り | 新居浜・多度津・高松・岡山方面     | 通常はこのホーム         |
| 1      | ■予讃線 | 下り | 伊予北条・松山・伊予市・宇和島方面 | 早朝・深夜の一部列車のみ |
| 2      | ■予讃線 | 下り | 伊予北条・松山・伊予市・宇和島方面 | 通常はこのホーム         |
| 3      | ■予讃線 | 下り | 伊予北条・松山・伊予市・宇和島方面 | 当駅始発・待避           |
| 3      | ■予讃線 | 上り | 新居浜・多度津・高松・岡山方面     | 当駅始発                 |

2002年1月時点では高松発当駅止まりの気動車の普通列車が運行されており、この列車は翌朝5時に当駅始発の松山方面内子線経由伊予大洲・八幡浜行きの列車として運行されていた。

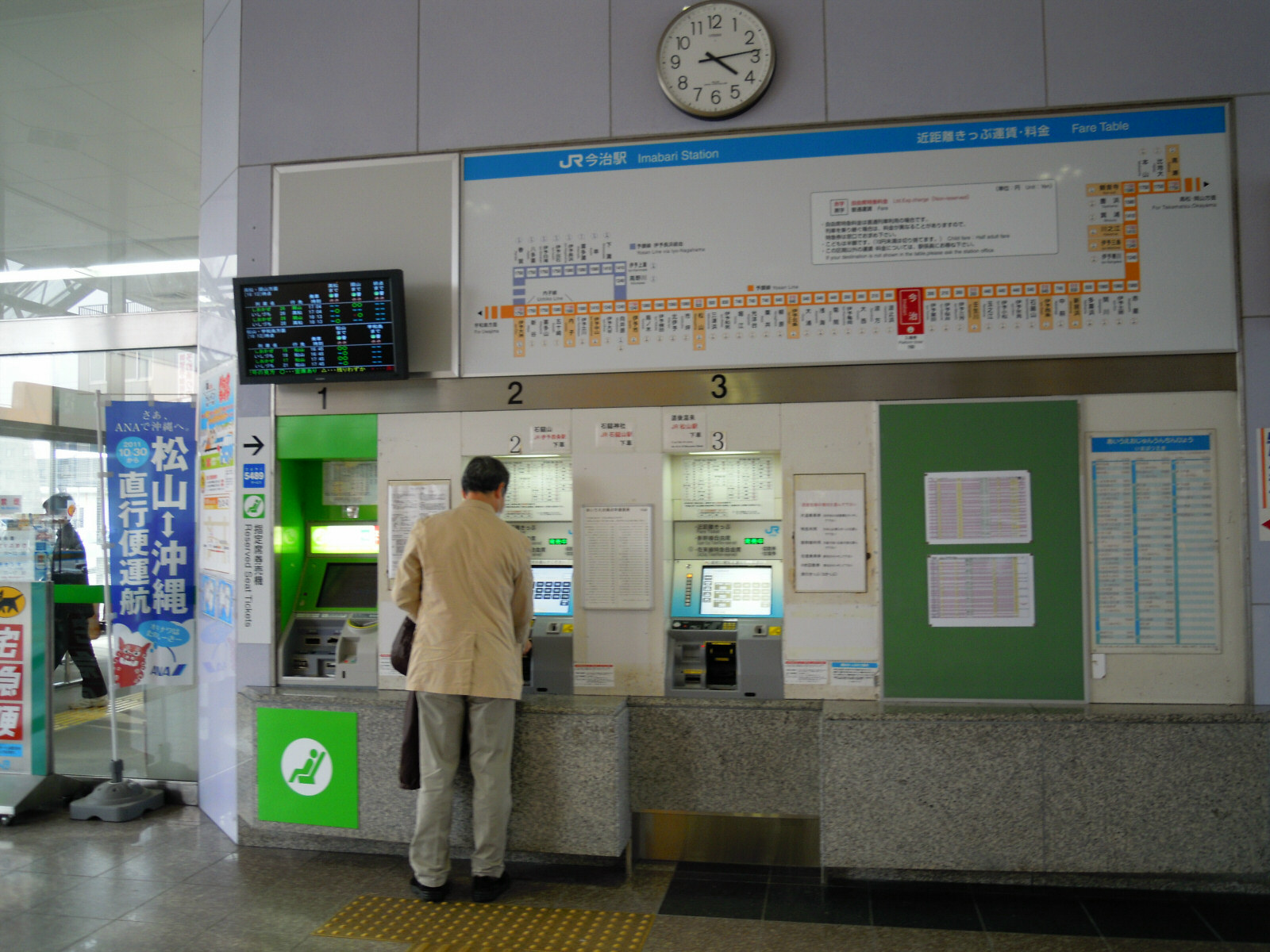
きっぷ売り場（2012年5月）
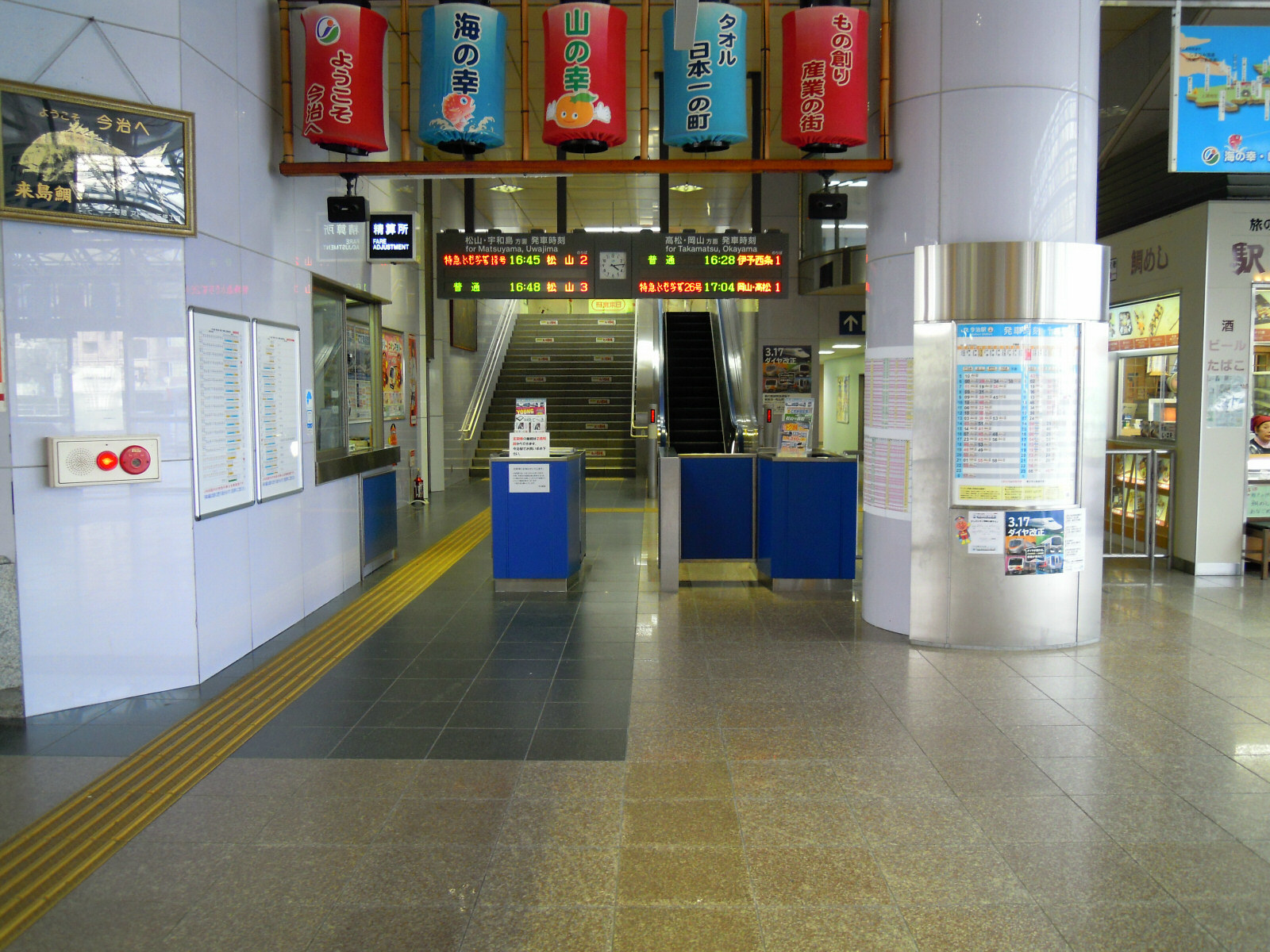
改札口（2012年5月）
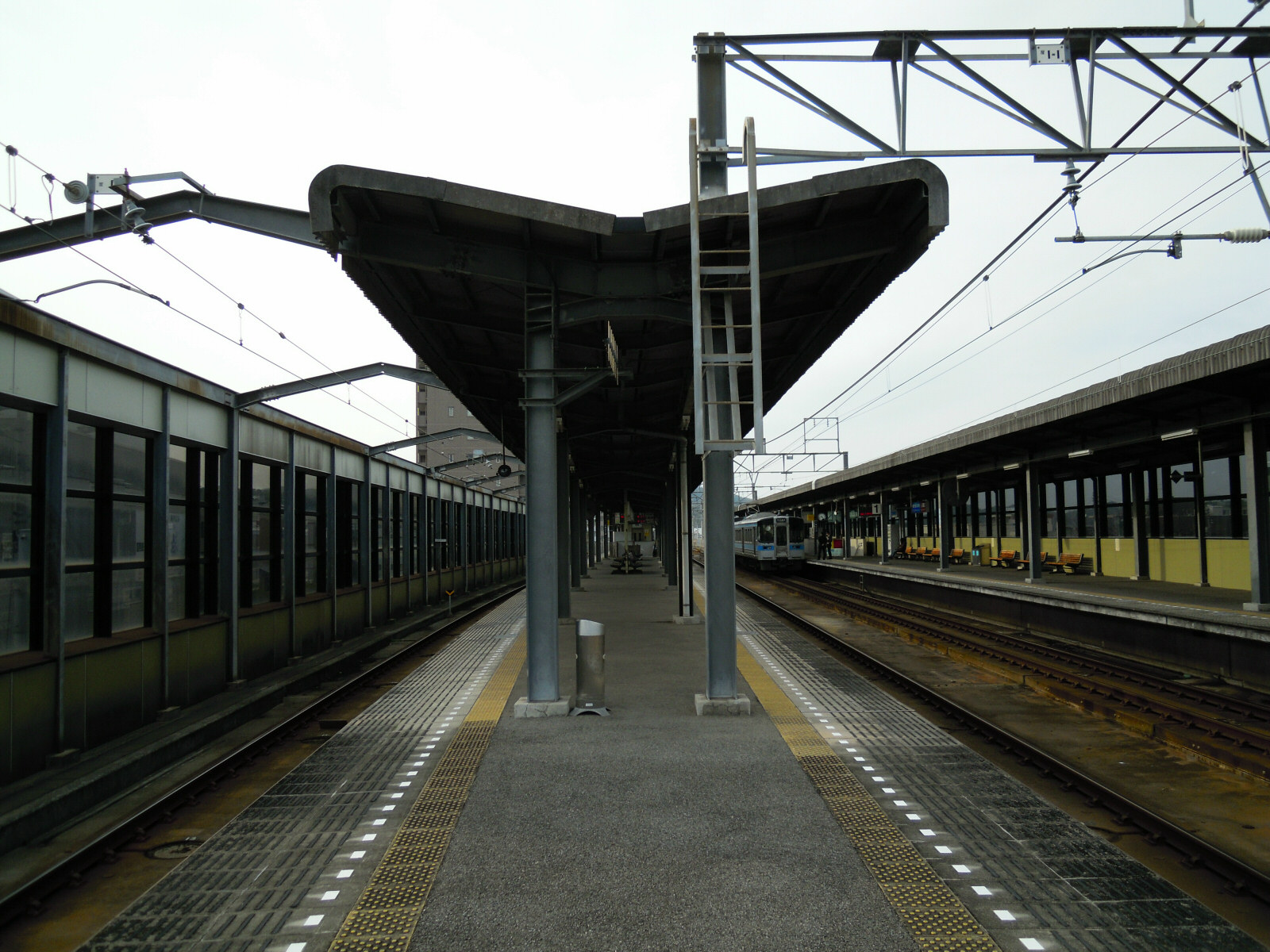
ホーム（2012年5月）

### 入線メロディー
- 瀬戸の花嫁

### 駅施設
- みどりの窓口
- 待合所
- セブン・イレブン kiosk 今治駅店
- リトルマーメイド 今治駅店
- ジャイアントストア今治

## 駅弁
地場業者の「二葉」が調製し販売。四国で地場業者が調製と販売を行っている駅弁があるのは当駅と高知駅のみである。主な駅弁は下記の通り。
- 盛合せずし
- 瀬戸の押寿司
- あなごめし
- 夢のかけ橋
- 鯛めし弁当 - 「四国の駅弁選手権2013」の銀賞に選ばれた[11]。
- 瀬戸内しまなみ海道ちらしずし
- お好み弁当（さざんか）
- お好み弁当（さくら）
- 幕の内弁当
- あなごちらし

## 利用状況
2020年（令和2年）度の1日平均乗車人員は1,714人である。
これは愛媛県のJRの駅では松山駅に次いで2番目、JR四国では8番目に多い。また、多くの高校が駅周辺に立地しているため学生の利用が特に多い。
近年の1日平均乗車人員は以下の通り。
| 年度   | 1日平均 乗車人員 |
| ------ | ---------------- |
| 2000年 | 2,746            |
| 2001年 | 2,684            |
| 2002年 | 2,617            |
| 2003年 | 2,589            |
| 2004年 | 2,510            |
| 2005年 | 2,496            |
| 2006年 | 2,489            |
| 2007年 | 2,515            |
| 2008年 | 2,475            |
| 2009年 | 2,364            |
| 2010年 | 2,317            |
| 2011年 | 2,296            |
| 2012年 | 2,337            |
| 2013年 | 2,365            |
| 2014年 | 2,475            |
| 2015年 | 2,565            |
| 2016年 | 2,470            |
| 2017年 | 2,488            |
| 2018年 | 2,300            |
| 2019年 | 2,254            |
| 2020年 | 1,714            |

## 駅周辺

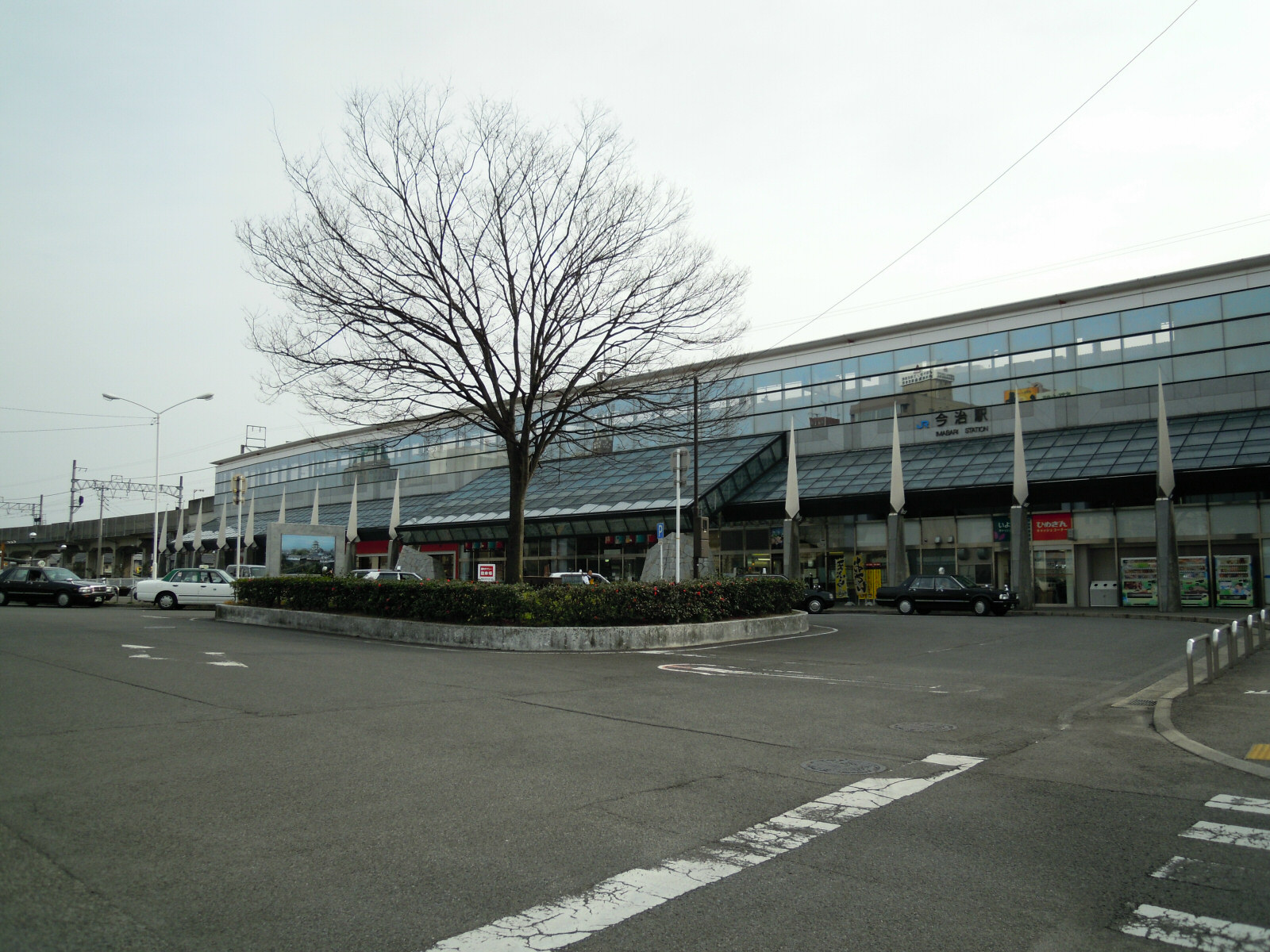
瀬戸内側ロータリー（2012年5月）

駅西側は今治駅周辺の高架化に合わせて再開発事業が行われ、市立図書館や公園の建設、道路の整備などが行われた。小中学校や高等学校、専門学校などの教育機関や学習塾、医療機関などが複数立地している。交通の便や学校・病院などが整った環境のため、アパートやマンションなども多く立地している。
駅東側は市役所や県地方局などの官公庁が立地する他、銀行や保険会社などのオフィスビル、ビジネスホテルなどが立地している。

### 西側
- 教育機関
  - 今治明徳高等学校
  - 愛媛県立今治北高等学校
  - 愛媛県立今治西高等学校
  - 今治精華高等学校･幼稚園
  - 今治商業専門学校
  - 今治市立日吉中学校
  - 今治市立常盤小学校
- 公共施設
  - 今治警察署駅前交番
  - 今治市立中央図書館
  - 松山刑務所今治拘置支所
- 医療機関
  - 済生会今治第二病院
  - 真泉会今治第一病院
  - 放射線今治第一病院

- 金融機関
  - 今治北日吉郵便局
  - 愛媛銀行ときわ支店・SBIマネープラザ今治
- その他
  - 四国霊場第五十六番札所泰山寺（駅から約3km）
  - 四国霊場第五十七番札所栄福寺（駅から約4km）
  - しまなみ温泉 喜助の湯

### 東側
- 金融機関
  - 伊予銀行今治支店
  - 愛媛銀行今治支店
  - 愛媛信用金庫今治支店
  - JA越智今治本所、日吉支店
  - 香川銀行今治支店
  - 高知銀行今治支店
  - 四国銀行今治支店
  - 四国労働金庫今治支店
  - 東洋証券今治支店
  - みずほ銀行今治支店
  - 山口銀行今治支店
  - 今治郵便局
- ホテル･旅館
  - 今治アーバンホテル
  - 今治ステーションホテル
  - 今治プラザホテル
  - JRクレメントイン今治
  - ホテル白石
  - ホテル福亭
  - スーパーホテル今治
- 小売店など
  - マルナカ今治駅前店

- 公共施設･行政機関
  - 今治市役所
  - 今治市公会堂
  - 松山地方法務局今治支局
  - 今治税務署
  - 今治労働基準監督署
  - 今治簡易裁判所
  - 愛媛県東予地方局今治支局
  - 愛媛県今治警察署
- 教育機関
  - 若葉幼稚園
  - 今治幼稚園
- 医療機関
  - 瀬戸内海病院
- オフィス
  - 今治CATV本社
  - 四国ガス本店
  - 四国電力今治営業所
  - 愛媛新聞社今治支社
  - NTT西日本-四国今治支店
  - 四国通建本社
  - 四国旅客鉄道西条保線区今治駐在
- その他
  - 今治駅前サイクリングターミナル
  - 四国霊場第五十五番札所南光坊（駅から約800メートル）

## 再開発
愛媛県が事業主体となり、今治駅周辺（今治市蔵敷町2丁目 - 石井町1丁目まで2,611m）の鉄道高架事業が1983年度から1994年度にかけて行われた。鉄道高架に合わせて、今治駅西側の土地区画整理事業が行われた。
駅西地区は戦後、市街化の進んできた地区であったが道路や公園等の整備が立ち遅れ、住宅の密集化と住環境の悪化、土地利用の低迷などの問題を抱えていた。またそれに加えて、自動車交通の増大等に伴い、市街地は鉄道より内陸部に拡大し、東西市街地が分断される事態となっていた。駅西地区土地区画整理事業によって、今治駅付近の連続立体交差事業の事業化に伴ってその投資効果を相対的に高めると共に従来から課題となっていた駅前広場や道路その他公共施設の整備を行って市の中心部にふさわしい住環境形成と土地利用の増進を図る事を目的としていた。土地区画整理事業は1987年より開始し2005年に終了した。総事業費は188億円。
土地区画整理事業によって道路や公園などの整備が行われ、今治市立図書館（現:今治市立中央図書館）の新築移転などが行われた。駅西地区には多くのアパートや賃貸･分譲マンションなどが立地している。

## バス路線
駅前東側より各方面行きバスが発着する。
| 運行事業者                                            | 停留所名     | 行先 | 備考                                                                     |
| 一般路線バス                                          | 一般路線バス | 一般路線バス | 一般路線バス                                                             |
| ----------------------------------------------------- | ------------ | --- | ------------------------------------------------------------------------ |
| 瀬戸内運輸                                            | 今治駅       | 新居浜駅 / 今治営業所 今治営業所 / 神子森 今治営業所 / 波方港北 小浦・大浜方面 今治営業所 / 菊間 特急：大三島（宮浦港）/ 松山市駅 |                                                                          |
| 瀬戸内運輸                                            | 今治駅前     | 今治営業所 / 小松総合支所前 今治営業所 / 葛谷 今治営業所 / 西浦 今治営業所 / 上朝倉 済生会病院・フジグラン前方面                  |                                                                          |
| 瀬戸内海交通                                          | 今治駅前     | 急行：今治桟橋 / 宮浦港 |                                                                          |
| 都市間高速バス                                        |              | |                                                                          |
| 瀬戸内運輸 東急バス                                   | 今治駅前     | パイレーツ号：東京（二子玉川ライズ・渋谷マークシティ）                                                                            |                                                                          |
| 瀬戸内運輸 阪神バス                                   | 今治駅前     | いしづちライナー：大阪（梅田）・神戸（三宮）                                                                                      |                                                                          |
| 瀬戸内運輸 瀬戸内しまなみリーディング 広交観光        | 今治駅前     | しまなみライナー：広島（広島駅新幹線口・広島バスセンター）                                                                        |                                                                          |
| 瀬戸内運輸 瀬戸内しまなみリーディング 中国バス 鞆鉄道 | 今治駅前     | しまなみライナー：福山（福山駅前）                                                                                                |                                                                          |
| 瀬戸内運輸 伊予鉄バス 伊予鉄南予バス                  | 今治駅前     | 道後エクスプレスふくおか：小倉・博多・福岡天神                                                                                    |                                                                          |
| リムジンバス                                          |              | |                                                                          |
| いずみ観光バス                                        | 今治駅       | 休暇村瀬戸内東予 / 松山空港 | 松山空港との相互利用のみ可能                                             |
| オレンジフェリー直通連絡バス                          |              | |                                                                          |
| 瀬戸内運輸                                            | 今治駅       | 今治桟橋 / 東予港 | 途中バス停での乗降も可能。オレンジフェリー利用客に限り運賃は無料となる。 |
| イオンモール今治新都市シャトルバス                    |              | |                                                                          |
| 瀬戸内運輸                                            | 今治駅       | 今治桟橋 / イオンモール今治新都市                                                                                                 |                                                                          |

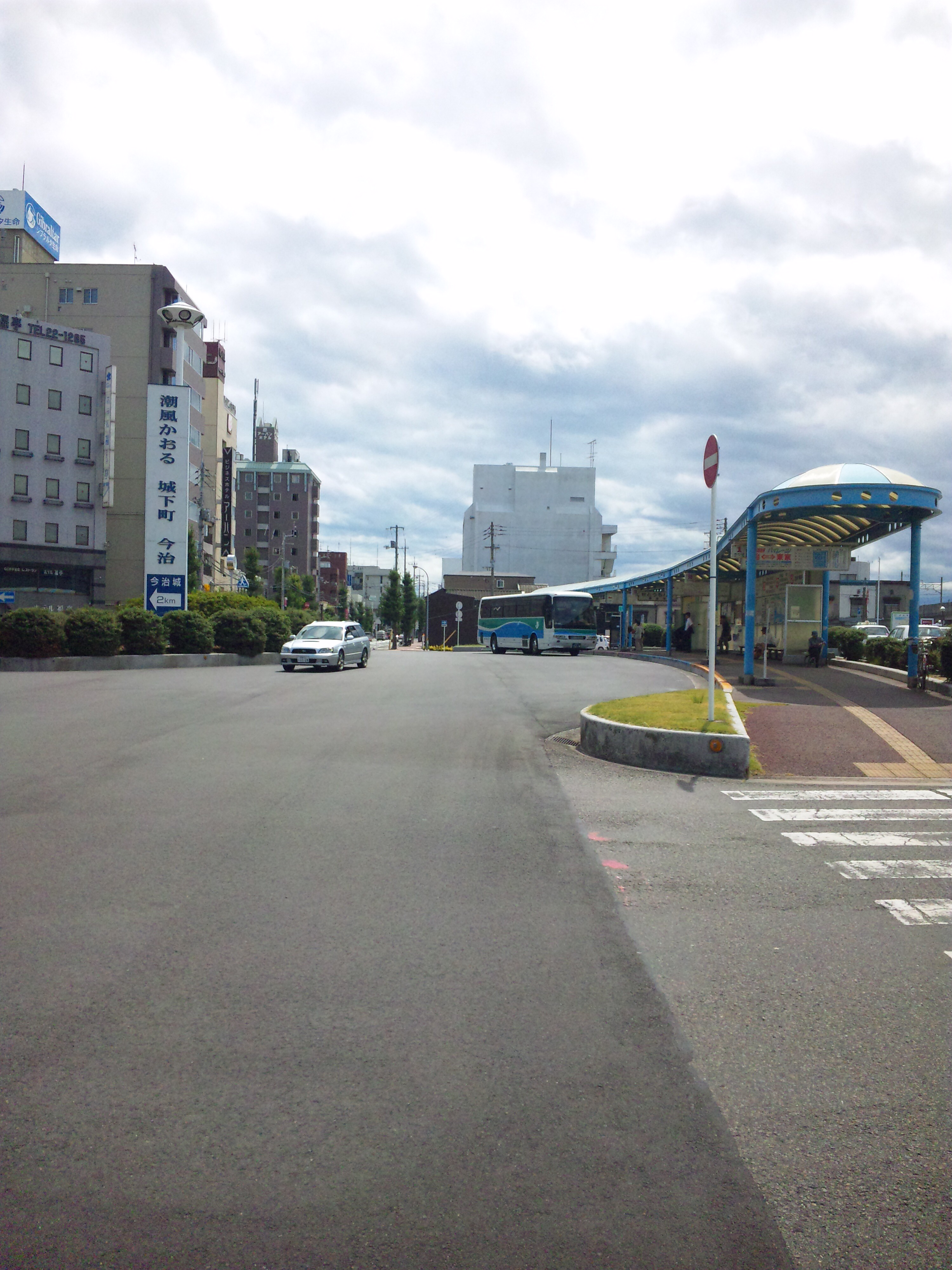
今治駅前バス乗り場（2010年9月）

## その他
- 駅の近くにある眼科医院の時計には視力測定のランドルト環が付いていて、1番ホームより視力が測れるようになっている[16]。

## 隣の駅
※当駅に停車する特急「しおかぜ」「いしづち」「モーニングEXP松山」の隣の停車駅は各列車記事を参照のこと。
四国旅客鉄道（JR四国）
■予讃線
■快速「サンポート」・■普通
伊予富田駅 (Y39) - 今治駅 (Y40) - 波止浜駅 (Y41)